# Paul Carl Beiersdorf
Paul Carl Beiersdorf (Neuruppin, 26 marzo 1836 – Amburgo, 17 dicembre 1896) è stato un farmacista e imprenditore tedesco, fu il fondatore della Beiersdorf.

## Biografia
Paul Carl Beiersdorf studiò farmacia a Berlino. Dopo l'Approbation prese a Mosca la guida di una fabbrica e divenne socio di un ottico. Dal 1864 visse a Berlino e fondò altre due farmacie a Bärwalde (Niederer Fläming) e Grünberg.
Nel 1880 diventa farmacista a Amburgo. Sperimenta nuovi preparati farmaceutici. Lavorando con il dermatologo Paul Gerson Unna inventa il cerotto e a brevetta un procedimento per la guttaperca nel 1882, suo primo brevetto. Questo brevetto segna la nascita della Beiersdorf AG.
Nel 1890 dopo il suicidio del figlio sedicenne Carl Albert (sparatosi mentre era seduto al Gymnasium) vende la società per 60.000 marchi a Oscar Troplowitz. L'azienda aveva otto lavoratori, due sperimentatori e un addetto al laboratorio.
Beiersdorf perse i suoi beni speculando e una nuova attività nella farmacia non partì. Beiersdorf si suicidò.